# Kunzeana deserta
Kunzeana deserta är en insektsart som beskrevs av Ruppel och Delong 1952. Kunzeana deserta ingår i släktet Kunzeana och familjen dvärgstritar. Inga underarter finns listade i Catalogue of Life.